# Alessandro Rivali
Alessandro Rivali (Genova, 5 aprile 1977) è un giornalista, scrittore e poeta italiano.

## Biografia
Alessandro Rivali nasce il 5 aprile 1977 a Genova.
Frequenta il liceo classico all'istituto Ravasco di Genova, dove si avvicina alla poesia scrivendone una, al posto del fratello, dedicata alla madre Fondatrice dell'ordine.  
Dopo il liceo si trasferisce a Milano e frequenta lettere moderne con indirizzo storico all'Università degli studi di Milano. Si laurea con una tesi sull'immagine della grande guerra negli anni della Belle Époque.
In questi anni continua la sua attività poetica e nel 1998 all'età di 21 anni conosce Giampiero Neri, che sarà il suo maestro.
Collabora con le riviste: Atelier, ClanDestino, La Clessidra, Lo Specchio della Stampa, Resine e Studi Cattolici.
Pubblica la sua prima raccolta di poesie, dal titolo La riviera del sangue, nel 2005 per Mimesis, nel 2010 pubblica La caduta di Bisanzio per Jaca Book e nel 2021 La terra di Caino per la Mondadori vincendo il Premio Dessì e il Premio Lerici Pea Golfo dei Poeti al Salone internazionale del libro.
Nel 2018 pubblica il libro Ho cercato di scrivere paradiso. Ezra Pound nelle parole della figlia: conversazioni con Mary de Rachewiltz, che porta in tutta Italia essendo il primo, e per ora l'unico, libro intervista con Mary de Rachewiltz.
Nel 2022 ha ricevuto il Premio LericiPea Golfo dei Poeti, sezione "Edito".
Nel 2023 pubblica Il mio nome nel vento. Storia della famiglia Moncalvi, raccontando la storia della propria famiglia con gli occhi del padre.
Oggi è il direttore di Edizioni Ares.

## Opere

### Poesia
- La riviera del sangue, Mimesis, Milano, 2005, ISBN 978-88-848-3379-2.
- La caduta di Bisanzio, Jaca Book, Milano, 2010, ISBN 978-88-165-2039-4.
- La terra di Caino, Specchio, Milano, Mondadori, 2021, ISBN 978-88-047-3816-9.

### Libri Intervista
- Giampiero Neri, un maestro in ombra, Jaca Book, 2013, ISBN 978-8816412170
- Ho cercato di scrivere paradiso. Ezra Pound nelle parole della figlia: conversazioni con Mary de Rachewiltz, Biografie e Memorie, Mondadori, 2018, ISBN 8804702052.
- Ritorno ai classici. Una conversazione con Giampiero Neri Edizioni Ares, Milano, 2020, ISBN 978-88-815-5921-3.

### A cura di
«Io ritornerò». Lettere dalla Russia 1942-1943 Eugenio Corti, Edizioni Ares, 2015, ISBN 978-88-815-5652-6.